# Alexandra lehmannii
Alexandra lehmannii är en amarantväxtart som beskrevs av Aleksandr Andrejevitj Bunge. Alexandra lehmannii ingår i släktet Alexandra och familjen amarantväxter. Inga underarter finns listade i Catalogue of Life.